# Dead Combo
Dead Combo – portugalski duet wykonujący muzykę folkową. Za powszechną datę powstania duetu uznaje się 2003, jednak rok wcześniej grupa brała udział przy tworzeniu płyty Movimentos Perpétuos będącą hołdem dla portugalskiego wirtuoza gitary, Carlosa Paredesa, nagrywając utwór "Paredes Ambience".

## Członkowie
- Tó Trips - gitara elektryczna, gitara akustyczna
- Pedro V. Gonçalves - kontrabas, gitara elektryczna, melodyka, klawisze

## Dyskografia
- Vol. I (2004, Transformadores)
- Vol. II - Quando a Alma não é Pequena (2006, Dead & Company/Distributed in Portugal by Universal Music Portugal)
- Guitars From Nothing (2007, Rastilho Records)
- Lusitânia Playboys (2008, Dead & Company/Distributed in Portugal by Universal Music Portugal)
- Lisboa Mulata (2011, Dead & Company/Distributed in Portugal by Universal Music Portugal)
- A Bunch of Meninos (2014)